# Boris Andreevič Pil'njak
Boris Andreevič Pil'njak (in russo Борис Андреевич Пильняк?), nome d'arte di Boris Andreevič Vogau (Možajsk, 11 ottobre 1894 – Mosca, 21 aprile 1938) è stato uno scrittore russo.

## Biografia

### Esordi: 1921-1927
Nato l'11 ottobre 1894 a Možajsk nella provincia di Mosca, figlio di un veterinario tedesco di origini ebraiche impiegato nella colonia tedesca del Volga, e di madre tartara proveniente da una famiglia di ricchi mercanti stanziati a Saratov, è il più rappresentativo dei «compagni di strada», espressione coniata da Lev Trockij nel 1923 per indicare quegli scrittori che, pur non essendo comunisti, approvarono i cambiamenti rivoluzionari. Già a nove anni dimostrò passione per la scrittura; i suoi modelli furono Andrej Belyj, Aleksej Michajlovič Remizov e Evgenij Ivanovič Zamjatin.
Il suo primo romanzo, Golyj god (L'anno nudo, 1922) suscita un vero e proprio scandalo, non tanto per il tema trattato (la rivoluzione in una città di provincia) quanto per lo stile scabro ed espressivo, che raffigura la forza primitiva dei rivoluzionari ed il caos apocalittico della battaglia. Nelle pagine del romanzo si descrivono uccisioni, banchetti, sangue, torture; lo stile in terza persona si alterna con frammenti dei pensieri dei protagonisti, in un caleidoscopico carosello che provoca continui cambiamenti del punto di vista: uno stile eccessivo e barocco, che viene definito "ornamentale". Si descrive, nel romanzo, la decadenza della famiglia Ordynin: l'abbrutimento del padre e la depravazione dei figli; per contrasto, risaltano le figure positive dei rivoluzionari che per vari motivi vengono in contatto con la famiglia Ordynin.
Questa narrazione per frammenti documentari, tratti da fonti diverse, della rivoluzione del 1917, gli diede tuttavia una posizione di assoluto rilievo tra gli scrittori dell'epoca, confermata da Mašiny i volki (Macchine e lupi, 1925) e dai racconti Ivan da Mar'ja (I. e M., 1923) e Tret'ja stolica (La terza capitale, 1923). La sua narrativa, influenzata dallo sperimentalismo, e la sua visione della cultura russa, che alla razionalità occidentale contrappone un'anima orientale barbarica e superstiziosa, lo resero inviso alla critica sovietica, che attaccò con violenza il romanzo Povest' nepogašennoj luny (Storia della luna che non fu spenta, 1927).
Carico di una cultura intellettualistica occidentale (a differenza dei suoi colleghi proletari, che sono giunti ad una compiuta espressione artistica attraverso una sofferenza più concreta), viaggiò molto e soggiornò in Germania, Francia, Inghilterra e Stati Uniti d'America; proprio durante queste esperienze all'esterno ebbe modo di nutrire la sua prosa delle esperienze «avanguardistiche» di alcuni scrittori di questi paesi: André Gide, William Faulkner e James Joyce.
Ciò rende la figura di Pil'njak molto difficile da collocare in un'autentica letteratura sovietica. Egli, storicamente, si rivela come il rappresentante della crisi individuale di un uomo che, travolto dal tempo, questo tempo non sente. Tutti gli uomini legati al vecchio mondo da vincoli di educazione partecipano di questa crisi, accentuata e resa morbosa negli intellettuali che meno degli altri riescono a liberarsi dal peso di quell'educazione. Sta qui, nel suo valore documentaristico, l'interesse dell'opera di Pil'njak. Ebbe inoltre un sodalizio artistico con Andrej Platonovič Platonov, oggetto a sua volta di pesanti attacchi da parte della censura stalinista. Lo scrittore Maksim Gor'kij, allora incaricato di disciplinare il lavoro degli scrittori, ritenne responsabile dell'errore di Platonov proprio l'amicizia con Pil'njak.

### Moganoe la censura: il "pilnjakismo"
La crescente oppressione, anche in ambito letterario, del potere sovietico, lo portò ad essere violentemente accusato, insieme con Evgenij Ivanovič Zamjatin e Andrej Platonovič Platonov, per alcuni suoi scritti. Nel 1929 Pil'njak era stato attaccato dalla stampa sovietica in maniera ancora più brutale e implacabile rispetto a Platonov. In questo caso, inoltre, la vicenda aveva avuto una maggiore risonanza dal momento che lo scrittore godeva di un pubblico più vasto. I suoi detrattori, soprattutto colleghi invidiosi, avevano trovato l'appiglio favorevole per condannarlo nella pubblicazione della novella Mogano, stampata a Berlino presso una casa editrice diretta da emigrati russi. L'opera non era stata autorizzata dalla GlavLit e lo scrittore venne accusato di “alto tradimento letterario”.
Per tutta l'estate del 1929 sulla stampa sovietica circolò il termine pilnjakismo, fortemente connotato in senso spregiativo e che, ispirato dalla vicenda personale dello scrittore, si estendeva a indicare ogni forma di tradimento nei confronti del socialismo. Il vertice di questa campagna infamante fu toccato quando Pil'njak venne accusato di essere un agente di Trockij, ormai esiliato da Stalin. Lo scrittore fu inoltre costretto a dimettersi dal suo incarico di dirigenza nell'Associazione russa degli scrittori proletari e si sentì sempre più con le spalle al muro.

### La momentanea riabilitazione
Fu Gor'kij a mettere fine alla persecuzione, quando annunciò sulle Izvestija che quanto già fatto poteva bastare. Sostenne che ormai continuare era uno “spreco di energia”, e ribadì che la nazione era giovane e tutti dovevano svolgere un lavoro costruttivo, scrittori compresi. La campagna si chiuse ufficialmente quando un giornale della sera di Mosca ammonì: “La vicenda di Pil'njak serva da lezione a tutti gli scrittori sovietici”. A differenza di Platonov, Pil'njak ebbe nel giro di sei mesi l'occasione di riabilitarsi. Si mise in fretta a scrivere un romanzo realista socialista: Il Volga si getta nel Caspio. La sua disperazione (secondo il redattore capo delle Izvestija gli passavano per la testa idee suicide) si trasformò in energia positiva, che era indirizzata proprio alla redazione della nuova opera.
Pil'njak si attenne rigorosamente alla linea del partito e in particolare si uniformò alla tendenza che vedeva nella letteratura uno strumento asservito alla lode dei progressi socialisti, in particolare i risultati economici dovuti al piano quinquennale. Il romanzo celebra soprattutto le opere di ingegneria idraulica, e in particolare si occupa della costruzione di una diga che comporta la nascita di un fiume artificiale a Mosca. Viene narrata la lotta titanica di un ingegnere sovietico, l'anziano professor Poletika, contro un sabotatore, l'inquieto Poltorak, nostalgico della vecchia Russia, incapace di adattarsi alla nuova macchina ordinatrice e produttrice.
Il suo eroe positivo si ispira alla figura reale del compagno Kržižanovskij, l'elettrificatore del paese, che progettava di deviare il corso dei fiumi. L'ingegnere sabotatore che vuol far saltare in aria il monolite della diga viene smascherato in tempo, e alla fine tutti i cattivi annegano in un mulinello verde al di là dello sbarramento. Il romanzo è una radicale ritrattazione delle posizioni di Pil'njak che fu così riabilitato e poté tornare a far parte dell'élite letteraria. Gor'kij ritenne che con queste prove di lealtà avesse ampiamente riscattato gli errori precedenti e acconsentì a farlo partecipare, nel 1933, alla spedizione collettiva al canale di Belmor.

### Scienza idraulica e letteratura
Il 26 ottobre 1932 Stalin si presentò a sorpresa a una riunione di una dozzina di scrittori convocati a Mosca da Maksim Gor'kij. Secondo il dittatore i progressi industriali sarebbero stati vani senza la formazione del nuovo uomo sovietico. Agli scrittori spettava il compito di forgiare le anime. "Siate ingegneri delle anime" fu la sua esortazione. L'ingegneria idraulica, in particolare, era il vanto dei piani quinquennali e la letteratura che ne esaltava le opere crebbe a dismisura. Tutti gli scrittori pagarono il loro tributo a dighe e canali, che ebbero costi umani e ambientali elevatissimi. Dal Mar Bianco al Mar Caspio l'idea di Stalin era una sola: cambiare la geografia e il clima con progetti faraonici mai finiti, perché impossibili, come quello di canalizzare le acque dei fiumi siberiani verso i deserti meridionali per permettere la coltivazione del cotone.

### Ipotesi sulla morte
Sulle circostanze della morte di Pil'njak si danno due versioni differenti.
La prima è che, arrestato nel 1937, nel pieno del Grande terrore, sarebbe stato deportato in Siberia. Qualcuno lo avrebbe visto nel 1938 in un gulag mentre segava un albero. Dopo il 1938 non si ebbero più sue notizie.
L'altra sostiene che Pil'njak non fu mai avviato in Siberia ma venne arrestato nella sua dacia di Peredel'kino e condotto alla Lubjanka di Mosca, dove venne processato e fucilato.